# Rundfunkjahr 1996

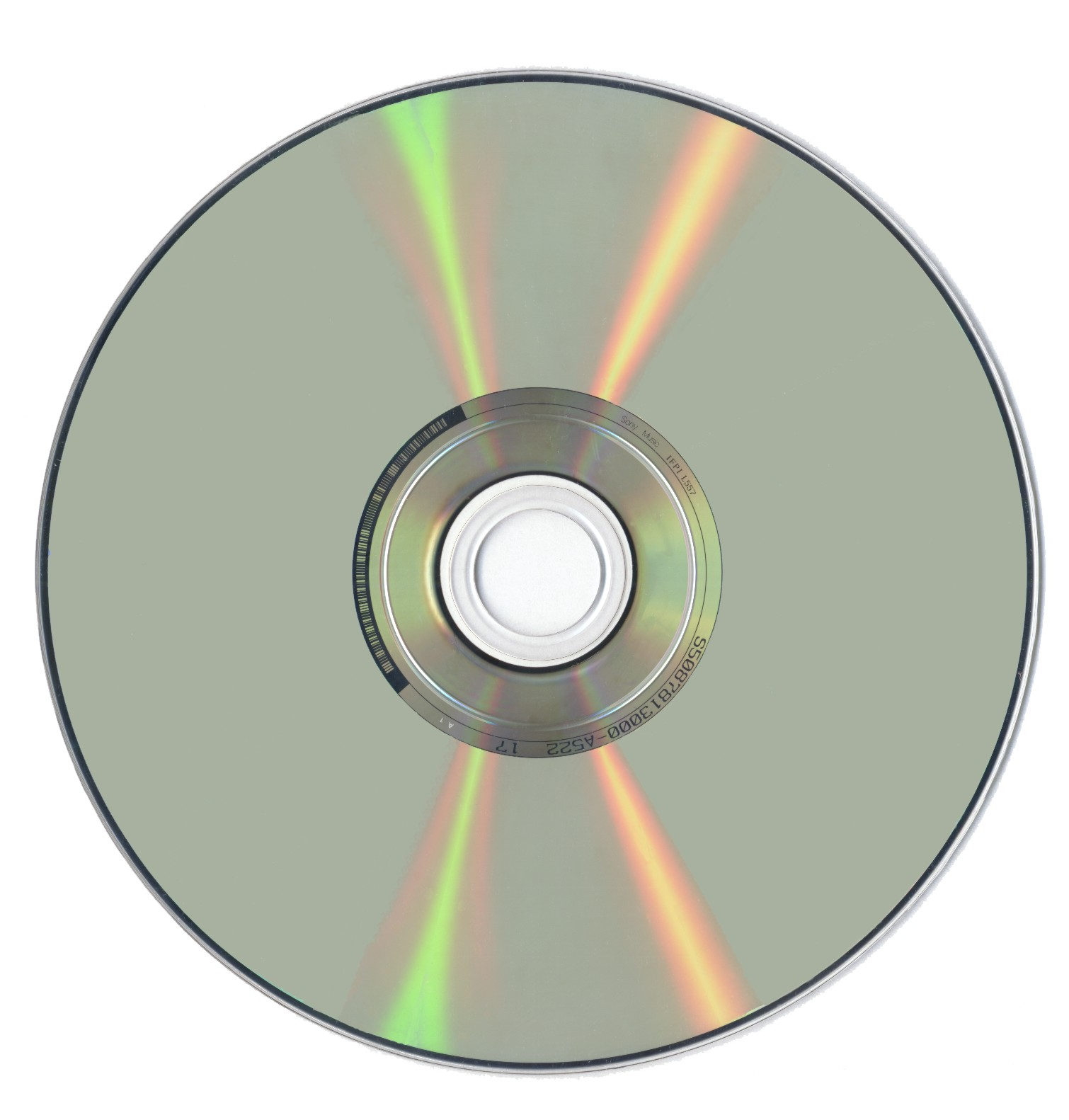
1996: Die ersten DVD-Geräte werden verkauft und sorgen rund 15 Jahre nach Einführung der Compact Disc für einen weiteren Digitalisierungsschub

Liste der Rundfunkjahre

◄◄ | ◄ | 1992 | 1993 | 1994 | 1995 | Rundfunkjahr 1996 | 1997 | 1998 | 1999 | 2000 | ► | ►►

Weitere Ereignisse

## Allgemein
- Die ersten DVD-Abspielgeräte kommen auf den Markt.
- DV-Geräte beginnen den Markt für Camcorder zu verändern und lösen mit der Zeit analoge Geräte vollständig ab.
- Die US-amerikanische Firma Palm bringt den Palm Pilot heraus, den ersten elektronischen Organizer, der aufgrund seiner einfachen Bedienung (ohne Tastatur) weite Verbreitung findet.
- 15. Mai – aktualisierte Fassung der publizistischen Grundsätze (Pressekodex) vom Deutschen Presserat beschlossen.[1]
- 2. September – Einsturz des 160 Meter hohen Sendemasten Hordt des Rundfunksender Langenberg bei Wartungsarbeiten.

## Hörfunk
- 9. April – Der Bayerische Rundfunk nimmt sein erstes volldigitales Hörfunkstudio in Betrieb.[2]
- 26. April und 1. Juli – Die beiden bayerischen Aus- und Fortbildungsprogramme afk max (Nürnberg) und afk M94.5 (München) nehmen den Betrieb auf.
- 18. November – In den USA geht Radio Disney auf Sendung.
- 16. Dezember – Bogdan Roščić als Ö3-Chef bestätigt, die Übersiedlung von Ö3 vom alten Funkhaus in das neue Gebäude in Wien-Heiligenstadt ist abgeschlossen.

## Fernsehen
- 5. Januar – Die Erinnerungssendung mit Christoph Deumling, Rolle rückwärts hat Premiere im Ersten.
- 6. Januar – Das Erste startet mit den Tigerenten Club. Die Kindersendung ist der Nachfolger des Disney Clubs. Moderiert wird die Sendung von Stefan und Judith Pinnow.
- 21. Januar – Bei der Vergabe der Golden Globe Awards 1996 in Los Angeles werden die Fernsehserien Party of Five und Cybill ausgezeichnet.
- 23. Februar – Die Anime-Serie aus Japan Die Macht des Zaubersteins hat erstmals bei RTL 2 Premiere.
- 10. März: Die Sendung mit der Maus begeht ihr 25-jähriges Jubiläum. Es wird mit einem großen Maus-Fest auf der Kölner Domplatte gefeiert, das ca. 500.000 Besucher anzieht. Einen weiteren Höhepunkt bilden die Fahrten eines Maus-Zuges durch verschiedene Städte Deutschlands.
- 13. April – Bei RTL beginnt die US-Zeichentrickserie Der unbesiegbare Iron Man.
- 20. April – Auf Sat.1 feiert die Show für alle Die Wochenshow Premiere.
- 9. Mai – Eine Liveübertragung der MTV-Sendung Most Wanted aus Hamburg mit Starmoderator Ray Cokes muss abgebrochen werden, als dieser wegen eines missverständlich angekündigten Liveauftritts der Toten Hosen vom Publikum mit Bierdosen und Flaschen beworfen wird.
- 30. Mai – RTL beginnt mit der Ausstrahlung der Krimiserie Magnum in einer neuen deutschen Synchronfassung. Damit kommt das deutschsprachige Publikum nicht nur in den Genuss von überarbeiteten Dialogen, sondern hat erstmals die Möglichkeit alle 162 Folgen der Serie in chronologischer Reihenfolge zu sehen.
- 3. Juni – Die erste Ausgabe des ORF-Kulturmagazins Treffpunkt Kultur, moderiert von Karin Resetarits, wird ausgestrahlt.
- 30. Juni – Der Aus- und Fortbildungskanal afk tv nimmt in München seinen Betrieb auf. Zunächst nur eine Stunde pro Woche über münchen.tv.
- 9. Juli – Im WDR Fernsehen läuft zum ersten Mal Zimmer frei!, damals nur als Sommerpausenfüller geplant, wird daraus eine bis 2016 laufende Unterhaltungssendung.
- 30. August – DR2 (Danmarks Radio 2), das zweite öffentlich-rechtliche Fernsehprogramm Dänemarks, geht auf Sendung.
- 10. September – Die große Erlebnis-Show Jetzt kannst du was erleben mit Kai Böcking hat im ZDF Premiere.
- 24. Oktober – Auf ProSieben ist die erstmals die US-Cyberserie Strange Luck zu sehen.
- 1. November – Der arabischsprachige Nachrichtensender Al Jazeera nimmt seinen Sendebetrieb auf.
- 17. November – ProSieben zeigt erstmals für Kinder Loggerheads.
- 23. November – Die US-Zeichentrickserie Quack Pack – Onkel D. und die Boys wird erstmals von RTL ausgestrahlt.
- 29. November – Die erste Folge der deutsch-österreichischen Fernsehserie Schlosshotel Orth wird ausgestrahlt.

## Gestorben
- 17. Februar – Herbert Seiter, österreichischer Komponist und Kapellmeister (Musik zur Radiorevue Was gibt es Neues?, 1946–1986) stirbt 74-jährig in Wien.
- 18. Februar – Josef Meinrad, österreichischer Bühnen-, Film- und Fernsehschauspieler (deutsche Erzählstimme in Es war einmal … der Mensch, 1978, Lebenskünstler Luka in Der Sonne entgegen, 1984–1985) sowie Iffland-Ring-Träger stirbt 82-jährig in Großgmain.
- 1. März – Willi Studer, schweizerischer Unternehmer und Ingenieur stirbt 83-jährig in Wetzikon. Studer gründete zunächst 1932 die Helvetia Radioapparate-Fabrik, bevor er ab 1949 unter den Markennamen Revox und Studer zahlreiche, vor allem im professionellen Studiobereich geschätzte Tonbandgeräte auf den Markt brachte.
- 17. März – Christa Wehling, deutsche Schauspielerin, stirbt 68-jährig in Elmshorn. Sie war vor allem durch die zahlreichen Fernseh-Übertragungen aus dem Hamburger Ohnsorg-Theater bekannt.
- 25. März – John Snagge, britischer Hörfunkjournalist und Nachrichtenmoderator, stirbt 95-jährig.
- 6. Mai – Heini Kaufeld, deutscher Schauspieler, stirbt 75-jährig in Hamburg. Er war vor allem durch die zahlreichen Fernsehübertragungen aus dem Hamburger Ohnsorg-Theater bekannt.
- 15. Juli – Dana Hill, US-amerikanische Schauspielerin und Seriendarstellerin, stirbt 32-jährig in Burbank, Los Angeles.
- 27. Oktober – Morey Amsterdam, US-amerikanischer Fernsehschauspieler und Komiker (The Dick Van Dyke Show) stirbt 87-jährig in Los Angeles.
- 11. Dezember – Willie Rushton, britischer Cartoonist und Radiocomedian (I’m Sorry I Haven’t a Clue) stirbt 59-jährig in London-Kensington.
- 13. Dezember – Otto Kurth, deutscher Schauspieler und Regisseur stirbt 84-jährig in München.
- 20. Dezember – Carl Sagan, US-amerikanischer Astrophysiker, Autor und Fernsehpräsentator (Cosmos: A Personal Voyage) stirbt 62-jährig in Seattle, Bundesstaat Washington.